# Vlag van Satakunta

Vlag van Satakunta

De vlag van Satakunta is gebaseerd op het wapen van dit landschap. Net als het wapen bestaat de vlag uit twee banen van blauw (boven) en een geel (onder), met daarop een gekroonde beer met zwaard tussen twee zevenpuntige sterren. De buitenste rand van de vlag heeft drie punten. De vlag vindt zijn oorsprong in de viering van 50 jaar regionaal werk door de regionale raad van Satakunta in 1991, waardoor het de oudste regionale vlag op het Finse vasteland is. De vlag is ontworpen door kunstenaar Reino Niiniranta en werd officieel opgespeld op 21 november 1990. In december 2018 koos de regionale raad van Satakunta op 11 oktober als officiële dag (Otso-dag) van de landschapsvlag.
Een van de vroegste symbolen van de regio Satakunta is een zegel uit de 13e eeuw waarop de heilige Olaf staat afgebeeld, zittend op een troon, met een rijksappel en een bijl in de hand. Het onderwerp van de zegel werd later gebruikt in het wapen van Ulvila dat in 1952 werd aangenomen. Sint-Olaf was ook het onderwerp van de wapens van Åland en Uusimaa.
Samen met het wapen van Zuidwest-Finland is het wapen van Satakunta een van de oudste van Finland. Beide stammen af van het wapen dat koning Gustaaf Wasa van Zweden in 1557 aan zijn zoon Johan verleende, nadat Johan hertog was geworden van de huidige regio's Zuidwest-Finland en Satakunta. Het wapen werd in die tijd geïnterpreteerd als het embleem van Noord-Finland, dat de gebieden ten noorden van de rivier de Aura omvatte. De beer op het wapen zou hebben verwezen naar de wilde natuur van de noordelijke delen van het hertogdom. Het berenembleem van Noord-Finland werd later gebruikt op de zegels van de tollenaar van Satakunta, waardoor het vanaf de 19e eeuw het embleem van Satakunta werd.